# سانتا بيربيتوا دي موجودا
بلدية سانتا بيربيتوا دي موغودا (بالكاتالانية: Santa Perpètua de Mogoda) هي إحدى بلديات مقاطعة برشلونة، والتي تقع في منطقة كاتالونيا، شرق إسبانيا.
يبلغ عدد سكانها 23.443 نسمة وفقاً لإحصائية سنة (2007).

## أعلام
- جيرارد مورينو